# 黃晨達
黃晨達（1975年—），北京人。二胡演奏家。
他是黃安源之子，4歲開始學鋼琴，5歲開始隨父學二胡。著名曲目为《古道随想曲》。其演出经常是与其父共同进行。